# Meeting People Is Easy
Meeting People Is Easy (укр. «Знайомитися з людьми легко») — британський документальний фільм Ґранта Джи 1998 року, що розповідає про світовий тур англійського рок-гурту Radiohead на підтримку їхнього альбому 1997 року OK Computer. Фільм отримав позитивні відгуки та був номінований на премію Ґреммі в категорії "Найкращий музичний фільм на 42-й щорічній церемонії вручення премії Ґреммі у 2000 році. Було продано понад півмільйона копій на VHS та DVD.

## Сюжет
Фільм Meeting People Is Easy документує тур на підтримку третього альбому Radiohead OK Computer, який розпочався 22 травня 1997 року в Барселоні, Іспанія. Фільм містить кадри роботи гурту над музикою, виступів (зокрема, виконання пісні «Karma Police» на Late Show з Девідом Леттерманом), знімання промо-матеріалів та інтерв'ю з учасниками гурту. Він включає кадри знімання кліпу «No Surprises» і невдалої студійної сесії для пісні «Man of War». Журналіст Алекс Росс описав фільм як «своєрідний контрудар по музичній пресі, яка записує десятки безглуздих інтерв'ю зі смертельно втомленими учасниками гурту».

## Виробництво
За словами режисера Ґранта Джи, Radiohead цілими днями сиділи в готельних номерах і давали інтерв'ю. Щоб зняти кожне інтерв'ю, Джи «бігав навколо, залишаючи мікрофон в одній кімнаті, йдучи і знімаючи щось в іншій». Він розмістив камери спостереження в гримерці гурту, що, за словами Джи, передвіщало появу реаліті-шоу: «Ми робили це у трохи більш мистецький спосіб, але це те саме, що і „Великий брат“ (реаліті-шоу). Це те, що ми робили з цією групою, бачачи їх замкненими у своїй бульбашці. Radiohead Big Brother — це те, що я думаю про цей фільм».

## Реліз
Знайомитися з людьми легко вийшов у Великій Британії на VHS 30 листопада 1998 року, а на DVD — 12 червня 2000 року. В обох форматах він вийшов 18 травня 1999 року в Сполучених Штатах. Це був перший DVD, що вийшов на лейблі Radiohead, EMI.
Кілька телевізійних каналів транслювали стрічку після його виходу. У Великій Британії фільм транслював Channel 4 6 травня 1999. У США MTV показав прем'єру фільму 16 травня того ж року, а канал Sundance TV транслював документальний фільм дев'ять разів протягом травня 2000 року.
Після того, як у квітні 2016 року нова звукозаписна компанія Radiohead, XL, викупила їхній бек-каталог в EMI, Radiohead виклали Meeting People is Easy безплатно на своєму сайті.

## Відгуки
Рецензії на Meeting People is Easy були позитивними. Фільм отримав середню оцінку 6,5/10 на сайті Rotten Tomatoes, що на 71 % свідчить про його «свіжість». Рецензент Джессіка Брандт з The Shrubbery поставила 5 з 5 зірок. Кінокритик Деніел Флетчер назвав «Знайомитися з людьми легко» одним з десяти своїх улюблених фільмів. Трой Паттерсон, критик Entertainment Weekly, поставив фільму оцінку B, назвавши його «виразним за настроєм твором, моторошним, з космополітичною параноєю та бадьоро-похмурими похваляннями».
Барт Блазенгейм поставив стрічці чотири з п'яти, написавши: «Замість того, щоб використовувати звичайний документальний підхід до турне і зупинятися на окремих концертах або закулісних жартах між учасниками гурту, фільм Джи зосереджується на абсурдності буття важливого рок-гурту в сучасному музичному ландшафті — поверхневому маркетингу гурту, нескінченному потоці зайвих інтерв'ю, сліпучих фотосесіях і незграбних телевізійних виступах». Кевін Арчибальд з IGN дав фільму вісім балів з десяти. 2020 року Pitchfork писав, що він «залишається повчальною історією», і писав, що кадри з сесій запису «Man of War» були родзинкою.
Фільм розійшовся тиражем понад півмільйона копій на DVD та VHS. Він був номінований у категорії «Найкращий музичний фільм» на премії Ґреммі 2000 року.
Розмірковуючи над фільмом багато років потому, Том Йорк сказав: «Я ніколи не дивився це відтоді, як він був завершений, я не міг, тому що це повернуло б мене в психічну діру, від якої мені знадобилися б дні, щоб оговтатися. Але тепер перегляд крізь це виглядає якось смішно, сумно і тривожно водночас. Я все ще впізнаю нас усіх. Але я б сказав кілька сильних слів для себе на цьому етапі».